# Joseph Meyer (éditeur)
Joseph Meyer, né le 9 mai 1796 à Gotha et mort le 27 juin 1856 à Hildburghausen, est un éditeur allemand.

## Biographie
Joseph Meyer naît le 9 mai 1796 à Gotha.
Il organise diverses entreprises industrielles, fonde à Gotha une maison d'édition qui prend rapidement une grande ampleur, elle est transférée par lui à Hildburghausen (1828) et, en 1874, à Leipzig. La plus connue de ses publications est le Meyers Konversations-Lexikon, le rival de la Brockhaus dans le domaine des encyclopédies, qui est mise à jour par des révisions et des suppléments constants. Il publie également une série de classiques allemands, une Bibliothèque historique et une  Bibliothèque de philosophie naturelle.
Joseph Meyer meurt le 27 juin 1856 à Hildburghausen.